# Neno Belan & Fiumens
Neno Belan & Fiumens glazbeni je sastav spontano nastao 1997. godine okupljanjem riječkih glazbenika; (Lea Rumore, Olje Dešića i Vedrana Križana) oko kantautora Nene Belana (Đavoli). Od 1997. godine do danas, sastav aktivno izvodi koncerte i objavljuje albume.

## Povijest sastava
1997. godine surađivali su na prvom zajedničkom albumu Južnjačka utjeha (Ponoćna zvona). Godine 1998. djeluju u projektu ponovno okupljenih "Đavola" ("Space twist", "Jagode i čokolada", "Ivona" - tada veliki hit u Sloveniji). Godine 2002. objavljuju album Luna e stelle  (Ka'vanna, Ludo zaljubljen, Uspomene), pripreman na malom drvenom brodu "Smiles". Od 2004. – 2008. godine objavljuju samo hit singlove u suradnji sa šibenskom klapom "More" ("Srce od leda", "Divojka sa juga", "Galeb", "Kad plima se diže"), da bi napokon 2008. godine objedinili iste pjesme zajedno s nekim novim i starim uspješnim pjesmama na albumu Rijeka snova (istoimeni hit single), koji je donio svojevrsni "povratak" Neni Belanu, te donio sastavu "Neno Belan & Fiumens" nagradu Porin u kategoriji najbolji pop album.
Nakon dva iznimno uspješna koncerta u Tvornici kulture u Zagrebu, objavili su 2009. godine dvostruki album uživo Tvornica snova.
Taj je album višestruko nagrađen nagradom Porin 2010. u gotovo svim relevantnim kategorijama koja je potvrdila vrijednost spoja dugogodišnje kantautorske veličine Nene Belana i sinkroniziranih glazbenih energija Lea Rumore, Vedrana Križana i Olje Dešića u (stanje 18. kolovoza 2010.) njihovoj trinaestgodišnjoj suradnji protkanoj s tri jednostruka albuma, jednim dvostrukim i oko 600 (šeststotina) odsviranih koncerata.

## Diskografija
- 2002. - Luna & stelle (Dallas Records)
- 2007. - Rijeka snova (Dallas Records)
- 2012. - Oceani ljubavi (Dallas Records)

### Uživo
- 2009. - Tvornica snova (Dallas Records) dvostruki album